# Weathersfield (Vermont)
Weathersfield es un pueblo ubicado en el condado de Windsor en el estado estadounidense de Vermont. En el año 2010 tenía una población de 2,825 habitantes y una densidad poblacional de 24 personas por km².

## Geografía
Weathersfield se encuentra ubicado en las coordenadas 43°23′4″N 72°27′45″O / 43.38444, -72.46250.

## Demografía
Según la Oficina del Censo en 2000 los ingresos medios por hogar en la localidad eran de $42,057 y los ingresos medios por familia eran $46,282. Los hombres tenían unos ingresos medios de $33,226 frente a los $27,011 de las mujeres. La renta per cápita en la localidad era de $21,647. Alrededor del 6.5% de la población estaban por debajo del umbral de pobreza.